# Pedro Alemão
Pedro Alemão foi um navegador português.

## Biografia
Nasceu em Lagos. Segundo a Mem. de El-Rei D. João I, Tomo I, p. 432, esteve integrado numa armada comandada pelo Capitão-Mor Lançarote de Freitas, tendo participado numa batalha contra uma força islâmica na Ilha de Tidor, acompanhado por um moço da Câmara do Infante, Diogo Gonçalves. Conseguiram derrotar o inimigo, tendo feito doze mortos e 57 prisioneiros.

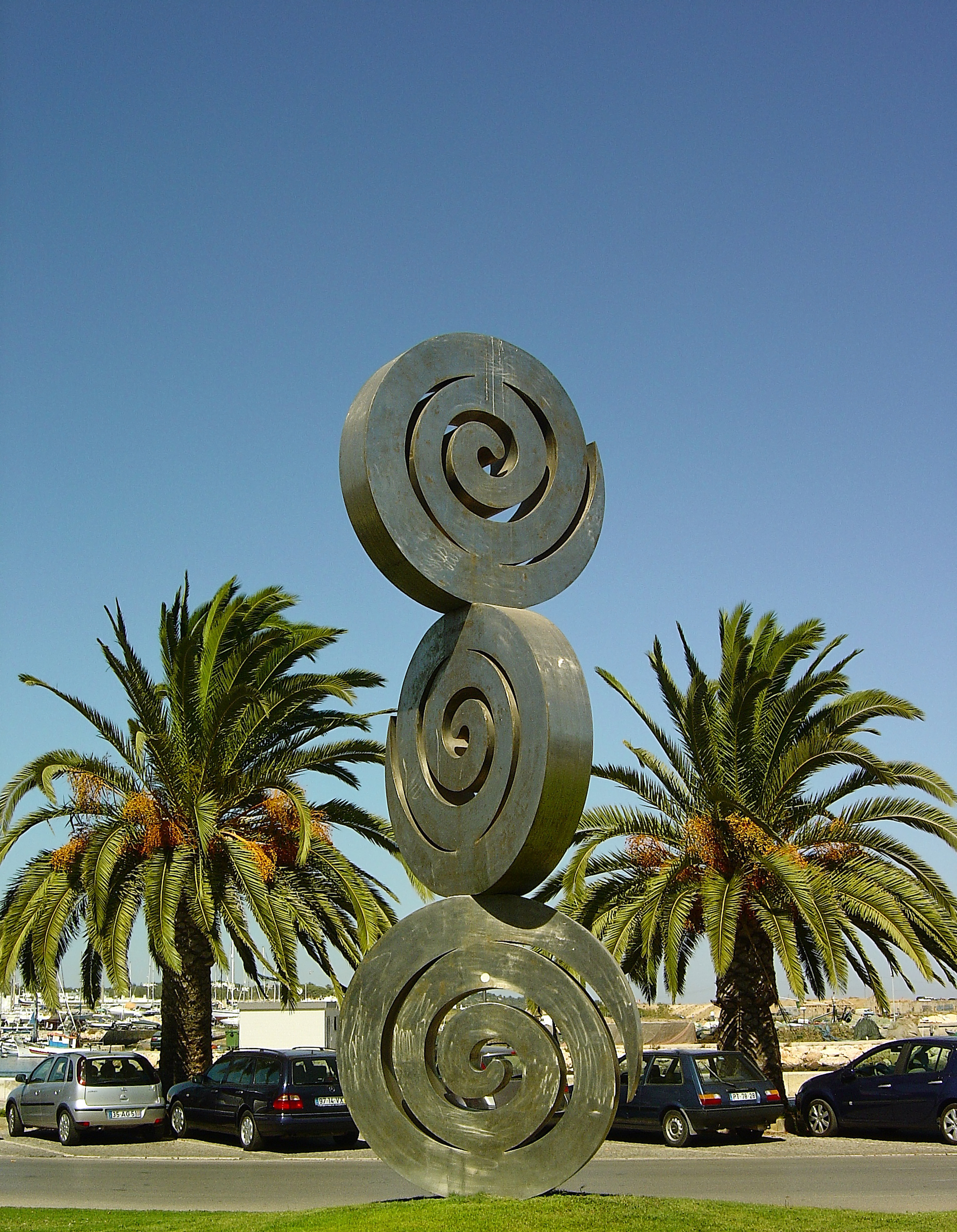
Monumento aos Navegadores Lacobrigenses, na Avenida dos Descobrimentos, em Lagos. Segundo a placa informativa, Pedro Alemão foi um dos navegadores homenageados pelo monumento.

## Homenagens
Em 18 de Fevereiro de 1987, a Câmara Municipal de Lagos o nome de Pedro Alemão foi colocado numa rua da antiga Freguesia de São Sebastião.